# Grafikus Modellezési Keretrendszer
A Graphical Modeling Framework (GMF) az Eclipse platformon belüli keretrendszer. Generatív komponenst és futtatási infrastruktúrát biztosít grafikai szerkesztők fejlesztéséhez az Eclipse Modeling Framework (EMF) és a Graphical Editing Framework (GEF) alapjain. A projekt célja, hogy biztosítja ezeket a komponenseket, valamint példaszerű eszközöket bizonyos domain modellekhez, amelyek bemutatják a keretrendszer képességeit.
A GMF először az Eclipse 3.2 Callisto kiadás részeként jelent meg 2006 júniusában.

## Fordítás
Ez a szócikk részben vagy egészben  a   Graphical Modeling Framework című angol Wikipédia-szócikk ezen változatának fordításán alapul.  Az eredeti cikk szerkesztőit annak laptörténete sorolja fel. Ez a jelzés csupán a megfogalmazás eredetét és a szerzői jogokat jelzi, nem szolgál a cikkben szereplő információk forrásmegjelöléseként.